# Andy Ristie
Andy Ristie (Paramaribo, 17 marzo 1982) è un kickboxer e thaiboxer surinamese naturalizzato olandese.
È sotto contratto con la prestigiosa promozione singaporiana Glory nella quale ha vinto il torneo dei pesi leggeri del 2013 sconfiggendo in semifinale per KO il fuoriclasse italiano Giorgio Petrosyan: Petrosyan era imbattuto da 42 incontri e 6 anni consecutivi ed era all'unanime considerato il kickboxer più forte del mondo pound for pound, e prima di allora non venne mai sconfitto per KO; nel 2014 e nel 2015 Ristie ha lottato per il titolo di categoria venendo prima steso dallo sfavorito Davit Kiria e poi sconfitto nel rematch contro Robin van Roosmalen. Per i ranking dell'organizzazione è il contendente numero 1 nella divisione dei pesi leggeri.
In passato ha preso parte al prestigioso torneo K-1 World MAX del 2012 dove venne sconfitto nei quarti di finale da Andy Souwer, ha lottato in eventi di Shoot boxing e It's Showtime ed è stato campione WKN dei pesi superwelter.
È noto per la sua aggressività ed il suo atletismo, mix di elementi che fanno di Ristie uno dei migliori artisti del knockout nello sport.
In carriera vanta importanti vittorie, oltre che sul già citato Giorgio Petrosyan, anche su Rising Sun Hinata (2 volte), Gago Drago, Albert Kraus, Steve Moxon e Robin van Roosmalen (nella finale del torneo dei pesi leggeri Glory 2013).